# Hullooetell
Hullooetell (Hulllooellell), jedno od slabo poznatih plemena američkih Indijanaca koje je prema Lewisu i Clarku bilo veoma brojno, a živjeli su u to vrijeme (prve godine 19. stoljeća) uz rijeke Cowlitz (Coweliskee) i Lewis (Chahwahnahiooks), sjeverno od Columbie u Washingtonu. Swanton misli da su bili dio Skilloot Indijanaca (porodica Chinookan), a dopušta i mogućnost da pripadaju Salishanima. Lewis i Clark nazivaju ih Hulllooellell. 
Ostali oblici njihovog imena kojim su nazivani: Hull-loo-el-lell, Hul-loo-et-tell, Hul-lu-et-tell.

## Vanjske poveznice
- H Unknown Location Indian Villages, Towns and Settlements